# Psilocaulon salicomioides
Psilocaulon salicomioides là một loài thực vật có hoa trong họ Phiên hạnh. Loài này được (Pax) Schwantes miêu tả khoa học đầu tiên năm 1928.